# Leporinus amazonicus
Leporinus amazonicus és una espècie de peix de la família dels anostòmids i de l'ordre dels caraciformes.
Els mascles poden assolir 25 cm de llargària total.
Viu en zones de clima tropical.
Es troba a Sud-amèrica: conca del riu Amazones a prop de Manaus.